# Шигай-хан (Молодший жуз)
Шигай-хан (помер 14 листопада 1825) — казахський правитель, хан Внутрішньої (Букеївської) орди у 1815—1823 роках.

## Життєпис
Був онуком Абулхайр-хана, сином Нурали-хана, молодшим братом Букей-хана.
До досягнення сином Букея, Жангіром, повноліття був тимчасовим правителем Внутрішньої орди. 24 жовтня 1816 року в Оралі присягнув на вірність російському імператору.
За його правління Внутрішня орда мала територіальні конфлікти з калмиками й уральськими козаками.
1823 року передав владу Жангір-хану, який сягнув повноліття.